# Onlay
Onlay är en kommun i departementet Nièvre i regionen Bourgogne-Franche-Comté i de centrala delarna av Frankrike. Kommunen ligger i kantonen Moulins-Engilbert som tillhör arrondissementet Château-Chinon (Ville). År 2022 hade Onlay 162 invånare.

## Befolkningsutveckling
Antalet invånare i kommunen Onlay
| Referens: INSEE |